# ビル・プライス
ビル・プライス（Bill Price、1944年9月3日 - 2016年12月22日）は、イギリスの音楽プロデューサー、レコーディング・エンジニア。ザ・クラッシュ、セックス・ピストルズ、ガンズ・アンド・ローゼズとの作業で有名である。
世間一般に注目されることはないが、ザ・クラッシュの『ウェストウェイ・トゥ・ザ・ワールド』等のドキュメンタリーに登場している。
プライスはそのキャリアを1960年代半ば、ロンドンのウェスト・ハムステッドにあるデッカ・スタジオのエンジニアとして開始、トム・ジョーンズやエンゲルベルト・フンパーディンクなどの録音を担当した。
彼はウェセックス・スタジオでチーフ・エンジニア/マネージャーも務めた。ロンドンにあるこのスタジオでは、ザ・クラッシュやセックス・ピストルズの多くの作品が生み出された。
2000年代には、カーボン/シリコンで元ザ・クラッシュのミック・ジョーンズと再び仕事を共にしている。